# Окулово (Костромська область)
Окулово (рос. Окулово) — присілок в Вохомському районі Костромської області Російської Федерації.
Населення становить 16 осіб. Входить до складу муніципального утворення Воробйовицьке сільське поселення.

## Історія
У 1936-1944 року населений пункт перебував у складі Вологодської області. Від 1944 належить до Костромської області.
Від 2007 року входить до складу муніципального утворення Воробйовицьке сільське поселення.

## Населення
| 2008 | 2010 | 2014 |
| ---- | ---- | ---- |
| 18   | ↗24  | ↘16  |